# Die Welt
Die Welt (in italiano Il mondo) è un importante quotidiano tedesco di stampo conservatore, fondato nell'allora zona occupata dal Regno Unito, ad Amburgo. La prima edizione vide la luce il 2 aprile 1946 e nel 1953 passò al gruppo editoriale Axel Springer.

## Storia
Fondata ad Amburgo nel 1946 dalle forze occupanti britanniche, con l'obiettivo di far nascere un quotidiano di qualità modellato sul The Times.
Nel 2022 ha avuto impatto per l'assunzione di una giornalista russa che protestò con un cartello contro la guerra in Ucraina in un canale della Russia.